# Prestoea acuminata
Prestoea acuminata är en enhjärtbladig växtart som först beskrevs av Carl Ludwig von Willdenow, och fick sitt nu gällande namn av Harold Emery Moore. Prestoea acuminata ingår i släktet Prestoea och familjen Arecaceae.

## Underarter
Arten delas in i följande underarter:
- P. a. acuminata
- P. a. dasystachys
- P. a. montana